# جوليو سيزار مارتينز
جوليو سيزار مارتينز (بالبرتغالية: Júlio César Martins‏) (4 يناير 1978 في البرازيل - ) هو لاعب كرة قدم برازيلي في مركز حراسة المرمى. لعب مع سانتو أندريه ونادي بونتي بريتا ونادي ساو كايتانو ونادي فيلا نوفا وماريليا أتلتيكو ‏ ونادي بوتافوغو اس بي وريد بول برازيل.

## وصلات خارجية
- جوليو سيزار مارتينز على موقع قاعدة بيانات كرة القدم.إي يو (الإنجليزية)
- جوليو سيزار مارتينز على موقع Soccerway.com (الإنجليزية)